# Mihail Glinka
Mihail Ivanovič Glinka (Novospaskoje, 1. lipnja 1804. – Berlin, 15. veljače 1857.), ruski skladatelj.
Smatran kao otac ruske glazbe, dobivao je isprekidane lekcije (glasovira) od Johna Fielda, te je u Sankt-Peterburgu napisao neke skladbe. Glinka je neko vrijeme živio u Berlinu. Vrlo su ga inspirirali Vincenzo Bellini i Gaetano Donizetti. 1836. godine napisao je operu "Jedan dan za cara", koja je odmah postala popularna. Njegova druga opera "Ruslan i Ljudmila" iz 1842. na premijeri je doživjela oštre kritike, no poslije je postala vrlo popularna zbog svojih lijepih scena i glazbi.